# Morten Bennedsen
Morten Bennedsen (født 1966) er en dansk økonom. Han er professor i økonomi ved den kendte franske handelshøjskole INSEAD i Paris og Niels Bohr-professor ved Økonomisk Institut på Københavns Universitet. Han betragtes som en førende forsker, når det handler om familieejede virksomheder, såvel i Danmark som på verdensplan.

## Karriere
Bennedsen læste økonomi på Københavns Universitet i 1987-90. Han fik en kandidatgrad i økonomi ved London School of Economics i 1993 og var derefter kortvarigt ph.d.-studerende ved Københavns Universitet, men skiftede til Harvard University, hvor han 1994-98 tog en Ph.D.-grad. 2002-2009 var han professor ved Copenhagen Business School. Siden 2009 har han været professor ved den franske handelshøjskole og forskningsinstitution INSEAD (Institut Européen d'Administration des Affaires). 2017-2021 er han supplerende Niels Bohr-professor (et særligt femårigt forskningsprofessorat tildelt af Danmarks Grundforskningsfond) på Økonomisk Institut på KU.
I 2008 var han blandt de syv danske forskere, der modtog den største og mest prestigefulde danske forskningspris, EliteForsk-prisen. Han var den første økonom, der modtog denne pris.

## Forskning
Bennedsens interesseområder omhandler ledelsen af familieejede virksomheder, selskabsledelse generelt, anvendt mikroøkonomi og områder indenfor industriøkonomi. Hans hovedforskningsområde er den optimale ledelse af familievirksomheder og andre ejerledede selskaber i en global kontekst. Ifølge Nobelpristageren i økonomi Oliver Hart har Bennedsen på dette felt et omdømme i verdensklasse. Han har offentliggjort sin forskning i en række toprenommerede økonomiske videnskabelige tidsskrifter som Journal of Finance, Journal of Political Economy og Quarterly Journal of Economics.
I 2014 skrev han bogen "The Family Business Map", der mere var rettet mod MBA-uddannede og praktikere, og som gjorde hans indsigt kendt i bredere kredse.

## Privatliv
Morten Bennedsen er søn af tidligere undervisningsminister Dorte Bennedsen og barnebarn til teologen Hal Koch og politikeren Bodil Koch. Han er gift med lektor i økonomi ved CBS Birthe Larsen. De har tre børn.